# Cleora oriadelpha
Cleora oriadelpha är en fjärilsart som beskrevs av Fletcher 1967. Cleora oriadelpha ingår i släktet Cleora och familjen mätare. Inga underarter finns listade i Catalogue of Life.